# Zomereendagsvliegen
Zomereendagsvliegen (Siphlonuridae) zijn een familie van haften (Ephemeroptera).

## Beschrijving
De vleugelspanwijdte bedraagt 5 cm. Het dier heeft smalle voorvleugels en grote, opgerichte achtervleugels. De nimfen kunnen goed zwemmen, maar als ze zijn volgroeid, verlaten ze via een steen of stengel het water.

## Verspreiding en leefgebied
Deze familie komt wereldwijd voor op het noordelijk halfrond, meestal in of bij stromend water.

## Geslachten
De familie Siphlonuridae omvat de volgende geslachten:
- Edmundsius Day, 1953
- Parameletus Bengtsson, 1908
- Siphlonisca Needham, 1909
- Siphlonurus Eaton, 1868

## In Nederland waargenomen soorten
- Genus: Siphlonurus
  - Siphlonurus aestivalis - (Slankpunthaft)
  - Siphlonurus alternatus - (Getekende punthaft)
  - Siphlonurus armatus - (Gevleugelde punthaft)
  - Siphlonurus lacustris - (Breedpunthaft)